# ISO 3166-2:NE
ISO 3166-2:NE è uno standard ISO che definisce i codici geografici delle suddivisioni del Niger; è un sottogruppo dello standard ISO 3166-2.
I codici sono assegnati alle sette regioni del paese e al dipartimento della capitale Niamey; sono formati da NE- (sigla ISO 3166-1 alpha-2 dello Stato), seguito da una cifra.

## Codici
| Codice | Regione   |
| ------ | --------- |
| NE-8   | Niamey    |
| NE-1   | Agadez    |
| NE-2   | Diffa     |
| NE-3   | Dosso     |
| NE-4   | Maradi    |
| NE-5   | Tahoua    |
| NE-6   | Tillabéri |
| NE-7   | Zinder    |